# Elisabeth Baulacre
Elisabeth Baulacre, née le 15 septembre 1613 à Genève et morte le 12 septembre 1693 dans la même ville, est l'un des premières femmes à diriger une entreprise industrielle privée en Europe. Elle possédait au XVIIe siècle une des plus importantes sociétés genevoises, entreprise qui fut la plus grande de Genève entre 1680 et 1708.

## Biographie
La mère d’Elisabeth était une Pellissari, une famille de fabricants de soie à Genève, qui a épousé un Baulacre, d'une famille de protestants français venus de Tours, ayant fui à Genève à l’époque des Guerres de religion.
En 1637, Elisabeth Baulacre épouse Pierre Perdriau (1613-1641), qui meurt très jeune. Veuve à 28 ans, en 1641, elle se remarie en 1655, devenant l'épouse du syndic Jacob Andrion, et elle développe avec son fils Pierre, né en 1638, l'affaire héritée de son premier mari. L'entreprise est spécialisée dans la fabrication de fils d'or et d'argent utilisés dans la passementerie ou mêlés à la soie dans le tissage d'étoffes précieuses. Plusieurs centaines d'ouvrières travaillent pour elle à domicile, au nombre de 1200 selon le chroniqueur Gregorio Leti, 900 selon d'autres sources[Lesquelles ?].
Elle se retrouve à la tête de la deuxième fortune de Genève, investie dans des immeubles de la ville et des domaines ruraux aux alentours et se fait la réputation de « faire » l’élection des syndics dans les villages.

## Hommage et postérité
En 2019 l'association Escouade fait poser des plaques de rue temporaires à Genève en hommage aux femmes célèbres genevoises. La Place de la Fusterie est renommée temporairement Place Elisabeth Baulacre  dans le cadre de l'initiative 100Elles,.
En juin 2020, la commission cantonale de nomenclature et le Conseil d’État de Genève ont approuvé le changement de nom de dix rues et espaces publics, dont l'ancienne Rue Baulacre devenue la Rue Elisabeth Baulacre.